# 요아브 갈란트
요아브 갈란트(히브리어: יוֹאָב גָּלַנְטְ, 영어: Yoav Gallant, 1958년 11월 8일 ~ )는 이스라엘의 정치인이자 은퇴한 군 장성이다. 리쿠드 크네세트의 일원으로, 그는 2022년부터 국방장관으로 재직했다. 그는 이스라엘 방위군의 남부 사령부 사령관 출신이다. 2015년 1월, 그는 새로운 쿨라누 당에 합류하면서 정치에 입문했다. 크네세트에 당선된 후, 그는 건설부 장관으로 임명되었다. 2018년 말, 그는 리쿠드에 합류했다. 갈란트는 또한 이전에 알리야와 통합부 장관 및 교육부 장관직을 역임했다. 2020년에는 교육부 장관으로 임명되었고, 이듬해에는 국방부 장관이 되었다. 2024년 11월 5일, 베냐민 네타냐후 총리는 갈란트를 경질하고 이스라엘 카츠가 그를 대신하도록 하겠다고 발표했다.

## 군사 경력

### 비서실장 출마
2010년 8월 22일, 국방장관 에후드 바라크는 이스라엘 방위군(IDF)의 20번째 참모총장직에 갈란트의 출마를 정부에 제안했다. 그가 승진할 것으로 예상되었다. 갈란트의 임명은 논란이 있은 후 이스라엘 채널 2에 갈란트가 경쟁 후보인 베니 간츠를 비방하기 위한 세부 계획을 보도하는 위조 문서가 유출되었다.
2010년 9월 5일, 정부는 리쿠드 장관 미카엘 에이탄만 반대한 채 갈란트를 차기 참모총장으로 지명하는 것을 승인했다. 베냐민 네타냐후 총리는 차기 IDF 참모총장이 "IDF 최전선에서 33년간의 군 복무 동안 그의 가치를 증명했다"고 말했고, "그는 용기 있는 전투원, 훌륭한 장교, 그리고 책임감 있고 진지한 전투 지휘관임을 스스로 증명했다"고 말했다. 총리는 갈란트가 현직 IDF 참모총장 가비 아슈케나지에 의해 물려받은 "헌신과 탁월함"의 유산을 인정받았다고 덧붙였다. 내각은 또한 갈란트가 3년 동안 복무할 것이라는 바라크의 제안을 승인했고, 국방장관에게 4번째 권한을 부여했다.
2011년 2월 1일, 베냐민 네타냐후 총리와 에후드 바라크 국방장관은 갈란트를 이스라엘 국방군 참모총장에 임명하는 것을 취소했다. 이 발표는 그가 모샤브 아미캄에 있는 그의 집 근처의 공유지를 압류했다는 주장으로 인해 그의 임명을 둘러싼 수개월 간의 스캔들 후에 나왔다. 혐의에 대한 조사를 수행한 후, 예후다 와인스타인 법무장관은 그의 조사 결과가 "그를 임명하는 결정에 중대한 법적 어려움을 제기한다"고 말했다. 와인스타인은 갈란트가 그 직책을 맡을 수 있는지의 여부는 총리와 국방장관에게 달려 있다고 말했다. 이에 앞서 와인스타인은 네타냐후에게 법적 장애 때문에 갈란트의 참모총장 임명을 방어할 수 없다고 통보했다.

### 국방장관

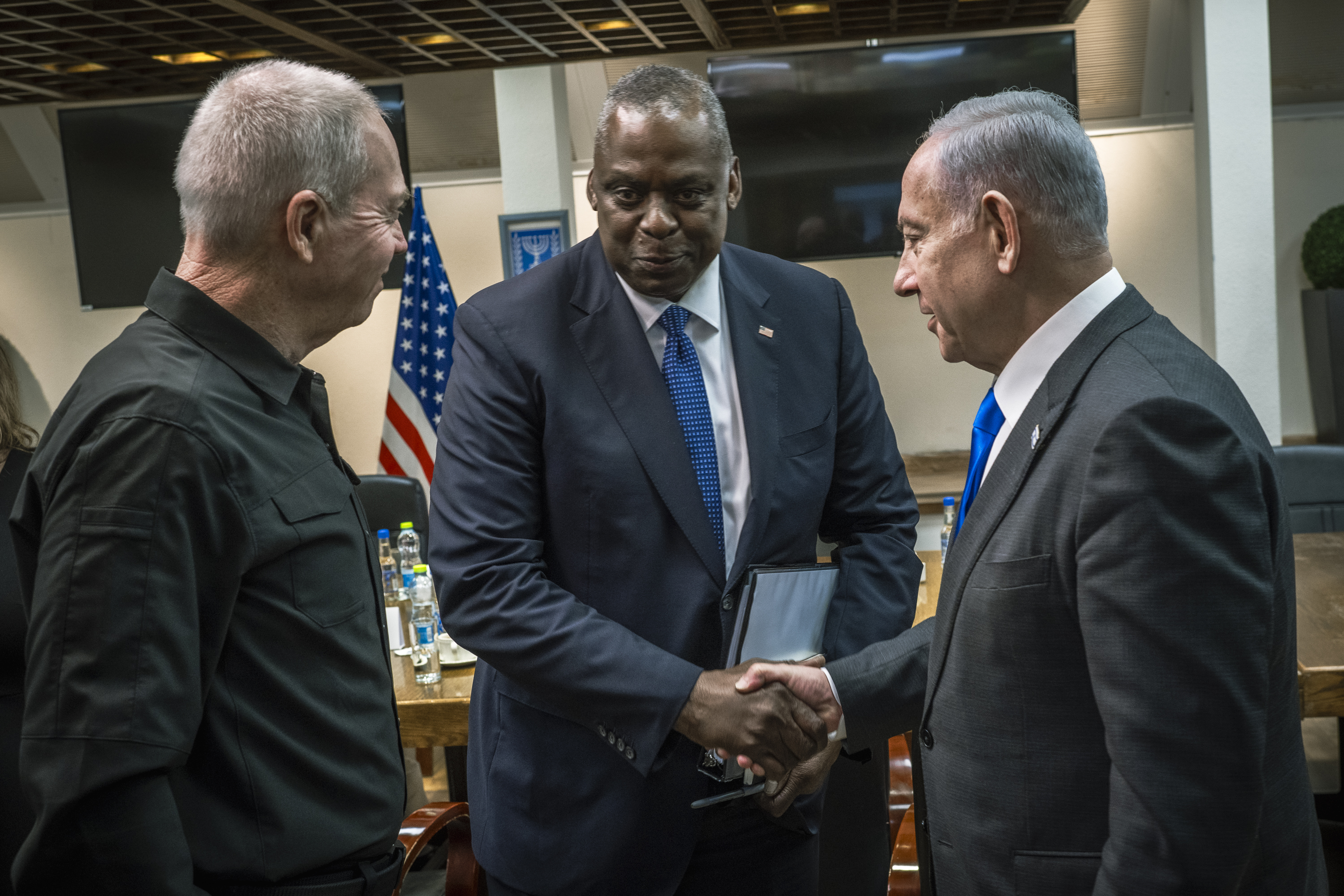
2023년 10월 13일, 이스라엘 텔아비브에서 베냐민 네타냐후 이스라엘 총리, 로이드 오스틴 미국 국방장관과 함께 갈란트

2023년 8월 8일, 갈란트는 이스라엘이 공격을 받으면 헤즈볼라를 공격하고 "레바논을 석기 시대로 되돌리는 것을 주저하지 않을 것"이라고 경고했다.
2023년 10월 9일, 이스라엘-하마스 전쟁이 시작되고 하마스 무장세력이 이스라엘을 공격한 이후, 갈란트는 이스라엘이 가자 지구에 대한 "완전한 포위"를 가하는 동시에 "인간 동물과 싸우는" 것을 언급하였다. 갈란트는 가자지구에 대한 완전한 봉쇄를 발표하였는데, 그는 "전기도, 음식도, 물도, 연료도 없을 것입니다. 모든 것이 폐쇄되었습니다. 우리는 인간 동물과 싸우고 있고 우리는 그에 따라 행동하고 있습니다."라고 말했다.
2023년 10월 13일, 갈란트는 미국 국방장관 로이드 오스틴을 만났다. 갈란트는 가자를 포함한 북부 가자 지구에서 팔레스타인인들에게 대피할 것을 요구하며 "테러범들의 위장은 민간인들입니다. 그러므로 우리는 그들을 분리해야 합니다. 그러므로 그들의 생명을 구하려는 사람들은 남쪽으로 가십시오. 우리는 하마스의 사회기반시설, 하마스 본부, 하마스 군사시설을 파괴하고 가자 지구와 지구에서 이러한 현상들을 제거할 것입니다."라고 말했다. 10월 13일, 그는 "가자는 예전으로 돌아가지 않을 것이고, 하마스는 없을 것입니다. 우리는 하마스를 모두 제거할 것입니다."라고 말했다.
2024년 6월, 그는 헤즈볼라와의 전쟁 확대와 레바논의 지상 침공 가능성에 대한 지지를 얻기 위해 미국을 방문했다.
2024년 레바논 무선호출기 폭발 사고 이후 갈란트는 이스라엘 북부와 레바논에서 전쟁의 "새로운 단계"가 시작되었다고 발표했다. 폭발 직전 갈란트는 로이드 오스틴 미국 국방부 장관에게 레바논에서 작전이 계획되어 있다고 말했다.
2024년 11월 5일, 네타냐후 총리는 갈란트를 해고하고 이스라엘 카츠를 교체하겠다고 발표했다. 갈란트는 가자 지구에서 이스라엘 인질들이 신속하게 복귀하고 10월 7일, 공격에 대한 조사를 받기를 원했기 때문에 해고되었다고 주장한 반면, 네타냐후 총리는 두 사람 사이의 신뢰 부족 때문이라고만 설명했다.

## 정치 경력

### 쿨라누
2015년 1월, 갈란트는 모셰 칼론이 이끄는 새로운 쿨라누 당에 합류했다. 그는 2015년 선거에서 당 명단에서 2위를 차지했고, 당이 10석을 얻으면서 크네세트에 당선되었다. 그는 후에 새 정부에서 건설부 장관으로 임명되었다.
2016년 1월, 《뉴욕 타임스》는 갈란트의 칼럼을 실었는데, 그는 유대인과 아랍 지도자들이 그들의 공유된 나라에서 평화와 평등을 증진하는데 함께 모이는 것이 얼마나 중요한지를 설명했다. 그 노력의 일환으로, 그는 아랍 정당들의 공동 명단 연합의 지도자인 MK 아이만 오데와 함께 여러 아랍계 이스라엘 마을들을 방문했다. "우리는 해결책을 이끌어내기 위해 함께 아랍 이스라엘 공동체들이 직면하고 있는 도전들을 직접 조사했습니다"라고 그는 언급했다.

### 리쿠드
2018년 12월 31일, 갈란트는 리쿠드에 합류하기 위해 주택건설부 장관직을 사임했다. 하루 후, 그는 알리야와 통합부 장관으로 임명되었다. 2019년 1월 2일, 그는 크네세트에서 사임하고 쿨라누의 다음 후보인 펜타훈 세유엠으로 교체되었다.
제35대 이스라엘 정부가 수립된 후 갈란트는 교육부 장관으로 임명되었다.
2021년 1월 17일, 교육부 장관으로 재직 중인 갈란트는 교육부에 민주주의자, 유대주의자, 시온주의자라는 교육부의 비전과 모순되는 모든 단체의 학교 입학을 금지하라는 명령을 발표했다.
특히 갈란트는 이스라엘을 "아파르트헤이트 국가"로 꼽는 어떤 단체도 이스라엘 내 교육 센터에 출입하는 것을 금지해야 한다고 썼다.

### 사법개혁
2023년 3월 25일, 갈란트는 정부가 제안한 사법개혁에 반대하는 시위를 지지하기 위해 그의 정부에 반대하는 입장을 밝혔다. 그는 정부가 여당 연합과 야당 간의 협상을 허용하기 위해 제안된 법안을 연기할 것을 요청했고, 이로 인해 국가 안보 장관 이타마르 벤그비르는 갈란트의 해임을 요구했다. 베냐민 네타냐후는 3월 26일에 그가 갈란트를 해임한다고 발표하여 그날 밤 이스라엘 전역의 여러 주요 도시에서 대규모 시위를 촉발했다. 다음 날, 갈란트의 사무실은 그가 아직 공식적인 해임 통보를 받지 않았기 때문에 그의 직책을 계속 수행할 것이라고 말했다. 4월 10일, 네타냐후는 갈란트를 해고하지 않을 것이라고 발표했다.